# 相浦発電所
相浦発電所（あいのうらはつでんしょ）は長崎県佐世保市光町183-1（旧・畑中免）にあった九州電力の石油火力発電所である。

## 概要
1939年（昭和14年）、当時の大手電力会社東邦電力により運転を開始。1941年（昭和16年）に日本発送電へ出資され、1951年（昭和26年）に九州電力が引き継いだ。運転開始より石炭火力発電設備が新増設されていたが（石炭時代の出力は最大17万4500キロワット）、石炭設備は1977年（昭和52年）までに廃止され、1973年（昭和48年）より新設備による石油火力発電所となった。これも老朽化のため2019年4月30日に廃止された。

## 建設の経緯と所属の変遷
相浦発電所を建設した東邦電力は、戦前期における大手電力会社の一つで、九州では福岡県西部（福岡市・久留米市・大牟田市方面）から佐賀県・長崎県にかけて電気を供給していた。相浦発電所建設以前、重工業が起こり炭鉱業も盛んな長崎市・佐世保市方面への電源には名島火力発電所（福岡市）や嘉瀬川上流部の水力発電所群（佐賀県）があり、これらの発電所と長崎・佐世保を結ぶ送電線が整備されていた。
1932年（昭和7年）になると、長崎・佐世保方面の重工業・炭鉱業の興隆が主因となって東邦電力九州区域の電力需要は増加し始め、近い将来には想定以上の需要に達するものと予想されたことから、発電計画を上方修正する必要が生じた。配電の都合上、長距離送電するよりも需要地や産炭地に近い場所に石炭火力発電所を新設するのが有利と考えられたため、東邦電力では長崎県内の大村湾東海岸や松浦半島海岸部を調査し、佐世保市に近い相浦町棚方付近を適地と認めて発電所建設を決定、1936年（昭和11年）12月逓信省へ発電所新設許可を申請した。当時、逓信省では複数事業者による共同火力発電所でなければ新設を認めないという方針を打ち出していたが（九州では福岡県内の港発電所・戸畑発電所が共同火力として新設）、佐世保地区の特殊性に配慮して1937年（昭和12年）8月新設許可が下りた。
相浦発電所の工事は1937年12月12日より着手。1939年（昭和14年）12月22日に1号機が運転を開始し、次いで翌1940年（昭和15年）3月26日には2号機も運転を開始した。建設中の1939年4月に日本発送電が発足して電力国家管理体制がスタートしており、相浦発電所は運転開始と同時に、この日本発送電が運転・配給の指令をなし同社へ全発生電力を供給するという同社の管理発電所となった。2年後の1941年（昭和16年）10月1日、東邦電力から日本発送電へ出資され、正式に日本発送電所属の発電所となっている。
太平洋戦争後の1951年（昭和26年）5月1日、電気事業再編成によって九州電力へと引き継がれた。以後九州電力によって2019年4月まで運営が続けられていた。

## 設備構成

### 旧1・2号機
上記の通り、相浦発電所（旧）1号機は1939年12月、（旧）2号機は翌1940年3月に、いずれも東邦電力の手によって運転を開始した。東邦電力としては名古屋火力発電所（愛知県）以来14年ぶりとなる火力発電所新設のため、ボイラーの高効率化・大型化、タービン発電機1台につきボイラー1缶を割り当てるユニットシステムの採用など技術面での改良が多数盛り込まれている。タービン発電機は三菱重工業・三菱電機製で、1号機・2号機ともに出力は3万キロワット。他に所内電源用に独立した4500キロワットタービン発電機も設置された。九州電力継承時の認可出力は6万4500キロワット。
通商産業省の資料に基づく1953年（昭和28年）3月末時点の設備概要を以下に記す。
- ボイラー（3缶共通）
  - 形式：CTM型
  - 燃料：石炭（微粉炭）
  - 蒸発量：150トン毎時
  - 気圧：46キログラム毎平方センチメートル
  - 気温：465度
  - 製造者：三菱重工業神戸造船所（1939年1月製造2缶・同年3月製造1缶）
- 1号タービン発電機
  - タービン形式：復水式
  - タービン容量：3万キロワット
  - 発電機容量：3万7500キロボルトアンペア
  - 製造者：三菱重工業長崎造船所・三菱電機（1939年5月製造）
- 2号タービン発電機
  - タービン形式：復水式
  - タービン容量：3万キロワット (kW)
  - 発電機容量：3万7500キロボルトアンペア
  - 製造者：三菱重工業長崎造船所・三菱電機（1939年5月・7月製造）
- 所内用タービン発電機
  - タービン形式：復水式
  - タービン容量：4500キロワット
  - 発電機容量：4500キロボルトアンペア
  - 製造者：三菱重工業長崎造船所・三菱電機（1939年5月・7月製造）

この1・2号機は大容量・高効率火力発電所の出現や環境問題への配慮のため、1973年（昭和48年）9月30日付で廃止された。

### 旧3・4号機
九州電力発足半年後の1951年12月、第2期工事として3号機（5万5000キロワット）の増設が開始された。並行して翌1952年（昭和27年）9月にも4号機（同じく5万5000キロワット）増設の第3期工事を着工。2年後の1954年（昭和27年）3月10日に第2期工事、同年8月26日に第3期工事がそれぞれ完成し、3・4号機は営業運転を開始した。
3・4号機の設備概要（共通）は以下の通り。
- ボイラー
  - 蒸発量：170トン毎時
  - 気圧：68キログラム毎平方センチメートル
  - 気温：490度
  - 製造者：三菱重工業長崎造船所
- タービン発電機
  - 出力：5万5000キロワット
  - 製造者：三菱重工業長崎造船所・三菱電機

この3・4号機は、先の（旧）1・2号機廃止と同様の理由で1977年（昭和52年）8月19日付で廃止され、相浦発電所の石炭火力設備は全廃された。

### 新1号機
1970年（昭和45年）9月、九州電力は相浦発電所の新1号機建設に着手した。旧設備とは異なり重油・原油を燃料とする石油火力発電設備であり、出力は37万5000キロワット。2年半後の1973年（昭和48年）4月28日に運転を開始した。新1号機では社内最初のメーカーによる据付試運転調整渡し方式を採用し、さらにタービン発電機関係据付工事では業界初の本格的ブロック工法を導入している。また新2号機で当初から導入された排煙脱硫装置は1976年（昭和51年）5月に追加された。なお、旧設備の廃止に伴い1977年8月に「新1号機」から単に「1号機」へ改称している（新2号機も同様）。
1994年（平成3年）3月末の設備概要は以下の通り。
- ボイラー
  - 形式 ： 単胴強制循環輻射再熱式
  - 燃料 ： 重油・原油
  - 蒸発量 ： 1270トン毎時
  - 気圧 ： 176キログラム毎平方センチメートル
  - 気温 ： 569度
- タービン
  - 形式 ： 串型3車室4流排気再熱復水型
  - 容量 ： 37万5000キロワット
- 発電機
  - 容量 ： 41万7000キロボルトアンペア

### 新2号機
新1号機に続き、九州電力は1974年（昭和49年）5月より新2号機の建設に着手。新1号機よりも大型の50万キロワットで、1976年10月1日に運転を開始した。社内では初めてとなる、排煙脱硫装置を当初から装備するユニットである。
運転開始8年後の1984年（昭和59年）9月、原子力発電をベースロード電源とする発電体制の実施に対応させるため、2号機を中間負荷火力発電機に改造する工事が始められた。これは昼夜間の需要格差に追従した運転への最適化を目指すもので、需要の少ない深夜に発電機を停止し、翌日早朝に起動して昼間の需要に備える運用 (DSS = Daily Start & Stop) へと設計を変更するものである。工事は1985年（昭和60年）1月28日に竣工し、2号機では起動時間短縮（ボイラー点火から全負荷運転までの時間を340分から150分に）ならびに発停可能回数の増加（年20回から年250回に）が実現した。
1994年3月末の設備概要は以下の通り。
- ボイラー
  - 形式 ： コンバインドサーキュレーション放射再熱式
  - 燃料 ： 重油・原油
  - 蒸発量 ： 1720トン毎時
  - 気圧 ： 1255キログラム毎平方センチメートル
  - 気温 ： 543度
- タービン
  - 形式 ： 串型3車室4流排気再熱復水型
  - 容量 ： 50万キロワット
- 発電機
  - 容量 ： 55万6000キロボルトアンペア

## 廃止計画
2017年（平成29年）4月27日、九州電力は発電効率が劣る老朽火力発電所の整理の一環として相浦発電所を廃止すると発表した。電力需要のピーク時に運転される発電所であり、東日本大震災後は原子力発電所の停止により運転機会が一旦は増加したものの、川内原子力発電所（鹿児島県）再稼働後の2016年度は運転日数が1号機0日・2号機15日間と極度に低下していた。このため2018年度から長期計画停止に入る予定であったが、廃止しても供給に支障がないと判断され廃止が決定した。変電所や配電設備などは維持されるが、発電設備は撤去される予定である。2018年（平成30年）7月17日、九州電力は2018年度廃止予定を2019年4月に変更した。

## 年表
- 1939年（昭和14年）
  - 12月22日 - 東邦電力により相浦発電所運転開始。1号機（出力3万キロワット）設置。
- 1940年（昭和15年）
  - 3月26日 - 2号機（出力3万キロワット）運転開始。
- 1941年（昭和16年）
  - 10月1日 - 日本発送電へ移管。
- 1951年（昭和26年）
  - 5月1日 - 九州電力へ移管（認可出力6万4500キロワット）。
- 1954年（昭和27年）
  - 3月10日 - 3号機（出力5万5000キロワット）運転開始。
  - 8月26日 - 4号機（同上）運転開始。
- 1973年（昭和48年）
  - 4月28日 - （新）1号機（出力37万5000キロワット）運転開始。
  - 9月30日 - （旧）1・2号機廃止。
- 1976年（昭和51年）
  - 10月1日 - （新）2号機（出力50万キロワット）運転開始。
- 1977年（昭和52年）
  - 8月19日 - 3・4号機廃止。
- 1985年（昭和60年）
  - 1月28日 - 2号機のDSS化工事竣工。
- 2017年（平成29年）
  - 4月27日 - 九州電力が相浦発電所の廃止計画を発表。
- 2018年（平成30年）
  - 7月17日 - 九州電力が相浦発電所の廃止計画を変更。
- 2019年（平成31年）
  - 4月30日 - 廃止。